# Jean-Pierre Jeunet
Jean-Pierre Jeunet (Roanne, Loira, 3 de setembre de 1953) és un director de cinema francès.

## Biografia
Nascut el 3 de setembre de 1953 a la ciutat de Roanne, Loira a la regió de Roine-Alps. Va començar a dirigir films als 17 anys, quan es va comprar la seva primera càmera, creant els seus propis curtmetratges i estudiant tècniques d'animació de forma autodidacta. Va crear diversos curts mentre estudiava animació en els Cinémation Studios. Al 1974 coneix a Marc Caro al Festival International du Film d'Animation de Annecy i junts comencen a realitzar curts d'animació com L'Evasion (1978) o Le Manège (1979, nominat al César al millor curtmetratge d'animació).
Al 1981 van codirigir el seu primer curtmetratge no animat, Le Bunker de la dernière rafale, un film sobre soldats en un món futurista. A principis dels 80 duen a terme projectes independents, i en 1984 Jenunet dirigeix Pas de repos pour Billy Brakko, amb el qual aconsegueix el Cèsar al curtmetratge al 1985. A més, Jeunet es va guanyar la vida durant diversos anys rodant anuncis i vídeo. Al  1989 realitza el curt Foutaises, pel qual rep diversos premis, mentre busca la manera de finançar el seu pròxim projecte: Delicatessen (1991). Malgrat el curtmetratge va ser en blanc i negre, deixa veure molts dels gustos i obsessions que més endavant apareixeran a Amélie amb aquest aire de nouvelle vague. Finalment va ser escrita i dirigida per Jeunet al costat del seu vell col·laborador, Marc Caro, obtenint diversos premis que situarien al francès entre els directors més notables del continent europeu. Després de l'èxit de la seva última pel·lícula va decidir embarcar-se en un nou projecte: Alien Resurrection (1997), el quart lliurament de la saga, que va dirigir per a la 20th Century Fox.
De tornada a França, dirigeix en 2001 el seu film més conegut fins avui, Amélie (Le fabuleux destin d'Amélie Poulain),parcialment basada en una història real, i que li va donar a Jeunet el seu sisè César i cinc nominacions als Oscars.
L'èxit comercial li va permetre embarcar-se en el seu següent projecte, Llarg diumenge de festeig (2004), pel·lícula que va patir certa polèmica a França pel seu finançament, en part estatunidenc.
Després del projecte fallit de La vida de Pi, va realitzar Micmacs en 2009 i, en 2013, L'extraordinari viatge de T. S. Spivet. El seu últim projecte és la producció de Netflix Bigbug,estrenada l'any 2022.
Jeunet també ha dirigit diversos anuncis publicitaris i vídeos musicals, com Zoolook de Jean Michel Jarre (una altra vegada amb Marc Caro).

## Filmografia
- Fonts: 
  - Pàgina de Jeunet a Filmaffinity.

| Any  | Títol                                                         | Acreditat com... | Acreditat com... | Acreditat com... | Annotacions                                       |
| Any  | Títol                                                         | Director         | Guionista        | Productor        | Annotacions                                       |
| ---- | ------------------------------------------------------------- | ---------------- | ---------------- | ---------------- | ------------------------------------------------- |
| 1977 | Désiré Lafarge                                                | No               | Sí               | No               | Sèrie de televisió. 1 episodi.                    |
| 1978 | L'évasion                                                     | Sí               | Sí               | No               | Curtmetratge d'animació.                          |
| 1979 | Le manège                                                     | Sí               | Sí               | No               | Curtmetratge d'animació.                          |
| 1981 | Le bunker de la dernière rafale                               | Sí               | Sí               | No               | Curtmetratge.                                     |
| 1983 | Pas de repos pour Billy Brakko                                | Sí               | Sí               | No               | Curtmetratge.                                     |
| 1984 | Zoolook                                                       | Sí               | No               | No               | Videoclip de Jean-Michel Jarre.                   |
| 1985 | Tombé pour la France                                          | Sí               | No               | No               | Videoclip de Étienne Daho.                        |
| 1988 | Souvenez-vous de nous                                         | Sí               | No               | No               | Videoclip de Claudia Phillips.                    |
| 1989 | Foutaises                                                     | Sí               | Sí               | No               | Curtmetratge.                                     |
| 1991 | Delicatessen                                                  | Sí               | Sí               | No               |                                                   |
| 1993 | L'Oeil du cyclone                                             | Sí               | No               | No               | Sèrie de televisió. 1 episodi.                    |
| 1993 | The King of Ads, Part 2                                       | Sí               | No               | No               | Pel·lícula col·lectiva, direcció d'un segment.    |
| 1995 | La ciutat dels nens perduts                                   | Sí               | Sí               | No               | &nbp;                                             |
| 1997 | Alien: Resurrection                                           | Sí               | No               | No               |                                                   |
| 2001 | Amélie                                                        | Sí               | Sí               | No               | &nbp;                                             |
| 2004 | Llarg diumenge de festeig                                     | Sí               | Sí               | Sí               | &nbp;                                             |
| 2006 | A forradalom arca - Egy pesti lány nyomában                   | No               | No               | Sí               | Documental hongarès.                              |
| 2009 | Micmacs à tire-larigot                                        | Sí               | Sí               | Sí               | &nbp;                                             |
| 2009 | Chanel No. 5: Train de Nuit                                   | Sí               | No               | No               | Anunci publicitari.                               |
| 2010 | Au four et au moulin: les coulisses de Micmacs à Tire-Larigot | No               | No               | Sí               | Video sobre el rodatge de Micmacs à tire-larigot. |
| 2013 | L'extraordinari viatge de T. S. Spivet                        | Sí               | Sí               | Sí               | &nbp;                                             |
| 2015 | Lavazza-The Origin of a Blend                                 | Sí               | No               | No               | Anunci publicitari.                               |
| 2015 | Casanova                                                      | Sí               | No               | Sí               | Telefilm.                                         |
| 2016 | Deux escargots s'en vont                                      | Sí               | Sí               | No               | Curtmetratge d'animació.                          |
| 2016 | Milka Time Machine                                            | Sí               | No               | No               | Anunci publicitari.                               |
| 2017 | Pourvu                                                        | Sí               | No               | No               | Videoclip de Gauvain Sers.                        |
| 2018 | Looop                                                         | No               | No               | Sí               | Curtmetratge d'animació.                          |
| 2019 | Anaïs et Philibert - Fondation Gaillanne                      | Sí               | Sí               | Sí               | Anunci publicitari amb fins benèfics.             |
| 2022 | Bigbug                                                        | Sí               | Sí               | Sí               |                                                   |
| 2023 | La véritable histoire d'Amélie Poulain                        | Sí               | Sí               | No               | Curtmetratge.                                     |
| 2024 | Chanel Chance                                                 | Sí               | No               | Sí               | Anunci publicitari.                               |

## Premis
- Fonts: 
  - Pàgina de Jeunet a Filmaffinity.

| Any  | Pel·lícula                  | Premi                                                | Categoria                                                     | Resultat  |
| ---- | --------------------------- | ---------------------------------------------------- | ------------------------------------------------------------- | --------- |
| 1981 | Le manège                   | Premis César                                         | César al millor curtmetratge d'animació                       | Guanyador |
| 1991 | Delicatessen                | Festival Internacional de Cinema Fantàstic de Sitges | Premi a la millor pel·lícula                                  | Nominat   |
| 1991 | Delicatessen                | Festival Internacional de Cinema Fantàstic de Sitges | Premi al millor director                                      | Guanyador |
| 1991 | Delicatessen                | Festival Internacional de Cinema Fantàstic de Sitges | Premi del Jurat Internacional de la Crítica                   | Guanyador |
| 1991 | Delicatessen                | Festival Internacional de Cinema de Chicago          | Gold Hugo a la millor pel·lícula                              | Guanyador |
| 1991 | Delicatessen                | Premis del Cinema Europeu                            | Millor nova pel·lícula                                        | Nominat   |
| 1991 | Delicatessen                | Festival Internacional de Cinema d'Estocolm          | Cavall de Bronze a la millor pel·lícula                       | Nominat   |
| 1992 | Delicatessen                | Premis César                                         | César a la millor primera pel·lícula                          | Guanyador |
| 1992 | Delicatessen                | Premis César                                         | César al millor guió original o adaptació                     | Guanyador |
| 1993 | Delicatessen                | Premi BAFTA                                          | BAFTA a la millor pel·lícula en llengua no anglesa            | Nominat   |
| 1995 | La ciutat dels nens perduts | Premi Saturn                                         | Best Horror Film                                              | Nominat   |
| 1995 | La ciutat dels nens perduts | Festival Internacional de Cinema de Canes            | Palma d'Or                                                    | Nominat   |
| 1996 | La ciutat dels nens perduts | Premis Independent Spirit                            | Independent Spirit a la millor pel·lícula de parla no anglesa | Nominat   |
| 1997 | Alien: Resurrection         | Premis Satellite                                     | Best Animated or Mixed Media Feature                          | Nominat   |
| 1998 | Alien: Resurrection         | Premis Saturn                                        | Best Director                                                 | Nominat   |
| 2001 | Amélie                      | Premis del Cinema Europeu                            | Millor pel·lícula                                             | Guanyador |
| 2001 | Amélie                      | Premis del Cinema Europeu                            | Millor director                                               | Guanyador |
| 2001 | Amélie                      | Premis del Cinema Europeu                            | Premi del públic al millor director                           | Guanyador |
| 2001 | Amélie                      | Festival Internacional de Cinema de Toronto          | Premi del públic a millor pel·lícula                          | Guanyador |
| 2001 | Amélie                      | National Board of Review                             | Best International Film                                       | Nominat   |
| 2001 | Amélie                      | Festival Internacional de Cinema de Karlovy Vary     | Globus de cristall a la millor pel·lícula                     | Guanyador |
| 2001 | Amélie                      | Premis de la Crítica Cinematogràfica                 | Best Foreign Language Film                                    | Guanyador |
| 2001 | Amélie                      | Chicago Film Critics Association                     | Best Foreign Language Film                                    | Guanyador |
| 2001 | Amélie                      | Premis Independent Spirit                            | Independent Spirit a la millor pel·lícula de parla no anglesa | Guanyador |
| 2002 | Amélie                      | Premis Oscar                                         | Oscar al millor guió original                                 | Nominat   |
| 2002 | Amélie                      | Premis Oscar                                         | Oscar a la millor pel·lícula de parla no anglesa              | Nominat   |
| 2002 | Amélie                      | Premis Globus d'Or                                   | Globus d'Or a la millor pel·lícula de parla no anglesa        | Nominat   |
| 2002 | Amélie                      | Premi BAFTA                                          | BAFTA al millor guió original                                 | Guanyador |
| 2002 | Amélie                      | Premi BAFTA                                          | BAFTA a la millor direcció                                    | Nominat   |
| 2002 | Amélie                      | Premi BAFTA                                          | BAFTA a la millor pel·lícula                                  | Nominat   |
| 2002 | Amélie                      | Premi BAFTA                                          | BAFTA a la millor pel·lícula en llengua no anglesa            | Nominat   |
| 2002 | Amélie                      | Premis César                                         | César a la millor pel·lícula                                  | Guanyador |
| 2002 | Amélie                      | Premis César                                         | César a la millor direcció                                    | Guanyador |
| 2002 | Amélie                      | Premis César                                         | César al millor guió original o adaptació                     | Nominat   |
| 2002 | Amélie                      | Premis Goya                                          | Goya a la millor pel·lícula europea                           | Guanyador |
| 2002 | Amélie                      | Premis David di Donatello                            | Millor pel·lícula estrangera                                  | Nominat   |
| 2002 | Amélie                      | Premis Lumières                                      | Lumière a la millor pel·lícula                                | Guanyador |
| 2002 | Amélie                      | Premis Lumières                                      | Lumière al millor guió                                        | Guanyador |
| 2002 | Amélie                      | Sindicat Francès dels Crítics de Cinema              | Millor pel·lícula francesa                                    | Guanyador |
| 2004 | Llarg diumenge de festeig   | Premis de la Crítica Cinematogràfica                 | Best Foreign Language Film                                    | Nominat   |
| 2004 | Llarg diumenge de festeig   | Chicago Film Critics Association                     | Best Foreign Language Film                                    | Guanyador |
| 2005 | Llarg diumenge de festeig   | Premis Globus d'Or                                   | Globus d'Or a la millor pel·lícula de parla no anglesa        | Nominat   |
| 2005 | Llarg diumenge de festeig   | Premi BAFTA                                          | BAFTA a la millor pel·lícula en llengua no anglesa            | Nominat   |
| 2005 | Llarg diumenge de festeig   | Premis César                                         | César a la millor pel·lícula                                  | Nominat   |
| 2005 | Llarg diumenge de festeig   | Premis César                                         | César a la millor direcció                                    | Nominat   |
| 2005 | Llarg diumenge de festeig   | Premis César                                         | César al millor guió original o adaptació                     | Nominat   |
| 2005 | Llarg diumenge de festeig   | Premis del Cinema Europeu                            | Premi del públic al millor director                           | Nominat   |
| 2005 | Llarg diumenge de festeig   | Premis Lumières                                      | Lumière al millor director                                    | Guanyador |